# Oscar Moens
Oscar Moens ('s-Gravenzande, 1 april 1973) is een Nederlands voormalig doelman in het betaald voetbal. Hij was van 1990 tot en met 2011 actief voor tien verschillende clubs. Moens kwam twee keer in actie in het Nederlands voetbalelftal.

## Carrière
Moens speelde in de jeugd bij MSV '71 uit Maassluis en AFC Ajax. Hij begon zijn professionele voetbalcarrière in 1990 bij SVV, waar hij tweede keeper was achter Joop Hiele In 1992 kreeg hij een kans bij Excelsior, waar hij al snel indruk maakte. Halverwege het seizoen 1995-1996 maakte hij de overstap naar Go Ahead Eagles dat op dat moment in de eredivisie uitkwam. De altijd in het zwart spelende Moens speelde zich hier goed in de kijker en werd gebombardeerd tot een van de grote keeperstalenten. Nog datzelfde jaar maakte hij voor 750.000 gulden de overstap naar AZ.
Bij AZ tekende Moens in 1997 een miljoenencontract, naast dit contract tekende hij ook contract voor 1,5 miljoen gulden per jaar bij hoofdsponsor DSB dat zijn beeldrechten ging exploiteren. Dit zou inhouden dat Moens tien jaar bij de club zou blijven spelen en hoofdsponsor DSB even lang beelden van Moens zou mogen gebruiken voor reclamedoeleinden. Moens maakte ondertussen snel furore en werd enkele keren opgeroepen voor het Nederlands Elftal.
In 1999 besloot DSB het contract met Moens op te zeggen, omdat Moens zou weigeren medewerking te verlenen aan promotionele activiteiten. Moens vocht deze opzegging echter aan, waardoor hij in conflict kwam met Dirk Scheringa, die naast eigenaar en naamgever van DSB, ook voorzitter van voetbalclub AZ was. Moens raakte uit de gratie bij AZ en speelde in het seizoen 1999-2000, na uit de selectie te zijn gezet, op huurbasis voor RBC Roosendaal. Hierna keerde hij terug bij AZ.
In 2001 liet de belastingdienst, na een reguliere controle, AZ weten dat er een naheffing zou komen over het betaalde loon aan Moens. Zij oordeelden dat het contract dat Moens had getekend bij AZ onlosmakelijk verbonden was met het contract bij DSB en dat hier dus door AZ belasting over betaald diende te worden. In 2002 stelde ook de rechter Moens in het gelijk in zijn conflict met DSB. Ongelukkig in de situatie waarin zij zaten besloten Moens en AZ het contract te ontbinden. Gedesillusioneerd vertrok Moens naar Genoa CFC, waar hij echter niet de sportieve uitdaging kreeg die hij verwachtte, hij zou dat seizoen uiteindelijk geen enkele wedstrijd spelen.
In 2004 keerde Moens terug naar de Nederlandse velden bij Willem II, waar hij direct weer van zich liet spreken. Hij werd enkele keren opgeroepen in de voorselectie van het Nederlands elftal en werd door de supporters aan het eind van het seizoen uitgeroepen tot speler van het jaar. In november 2005 sloeg echter het noodlot toe, toen bleek dat Moens een peesontsteking in zijn voet had. Zijn voet werd in het gips gezet om tot rust te komen, maar de blessure bleek zwaarder dan gedacht en Moens kwam dat jaar niet meer in actie voor Willem II, dat uiteindelijk besloot zijn aflopende contract niet te verlengen.
In de zomer van 2006 tekende Moens een tweejarig contract bij PSV, waar hij als tweede doelman achter Gomes de opvolger zou worden van de naar NAC Breda vertrokken Edwin Zoetebier. Met PSV werd hij landskampioen. Moens was echter niet gelukkig met zijn rol als reservedoelman en besloot na een jaar zijn contract in te leveren en op 33-jarige leeftijd zijn voetbalcarrière te beëindigen. Hij zei hierover: "Het is een fantastische club, met alleen maar aardige mensen. Maar er komt een punt in je leven om iets anders te gaan doen en dat punt is nu aangekomen." Bij PSV werd hij opgevolgd door Bas Roorda.
Eind maart 2008 werd er bekend dat Willem II Moens graag wilde inlijven als reservekeeper, omdat zowel Maikel Aerts als Björn Sengier met blessures kampten. KNVB-regels verboden het echter om op dat moment nog spelers zonder club aan te trekken. Moens bleef echter wel zijn conditie op peil houden bij de Tilburgse club. Hierna leek het dat hij in het seizoen 2008/2009 zijn rentree in het betaald voetbal zou maken bij ADO Den Haag.
Zondag 20 juli 2008 maakte Willem II echter bekend dat hij een contract voor één jaar had getekend bij de club en tweede keeper zou worden achter Maikel Aerts. Zonder te spelen beëindigde hij zijn loopbaan in 2009 voor de tweede keer.
Eind 2009 werd Moens gevraagd voor de Dayton Dutch Lions, een Amerikaanse club, die op het derde niveau speelde en eerder dat jaar werd opgericht door Erik Tammer en Mike Mossel. Hij besloot zijn loopbaan hier voort te zetten en tekende een contract voor een half jaar. Uiteindelijk speelde Moens er 15 wedstrijden.
In november 2010 sloot Moens zich aan bij Sparta Rotterdam, om de daar bestaande keepersproblemen te ondervangen. In juni 2011 besloot hij voor de derde keer een punt te zetten achter zijn carrière. Hij werd hierna opgenomen in de commerciële afdeling van Sparta, waar hij zich bezig ging houden met maatschappelijke activiteiten van de club. Ook begon hij met Ron Ververs, keeperstrainer in de jeugd van Sparta Rotterdam, een eigen keepersschool: Stanno Keepersschool.

## Clubstatistieken
| Seizoen | Club               | Competitie                     | Duels | Goals |
| ------- | ------------------ | ------------------------------ | ----- | ----- |
| 1990/91 | SVV                | Eredivisie                     | 0     | 0     |
| 1991/92 | SVV/Dordrecht'90   | Eredivisie                     | 0     | 0     |
| 1992/93 | Excelsior          | Eerste divisie                 | 28    | 0     |
| 1993/94 | Excelsior          | Eerste divisie                 | 34    | 0     |
| 1994/95 | Excelsior          | Eerste divisie                 | 34    | 0     |
| 1995/96 | Excelsior          | Eerste divisie                 | 13    | 0     |
| 1995/96 | Go Ahead Eagles    | Eredivisie                     | 21    | 0     |
| 1996/97 | AZ                 | Eredivisie                     | 34    | 0     |
| 1997/98 | AZ                 | Eerste divisie                 | 33    | 0     |
| 1998/99 | AZ                 | Eredivisie                     | 33    | 0     |
| 1999/00 | AZ                 | Eredivisie                     | 33    | 0     |
| 2000/01 | → RBC Roosendaal   | Eredivisie                     | 14    | 0     |
| 2001/02 | AZ                 | Eredivisie                     | 0     | 0     |
| 2001/02 | AZ                 | Eredivisie                     | 29    | 0     |
| 2002/03 | AZ                 | Eredivisie                     | 18    | 0     |
| 2003/04 | Genoa              | Serie B                        | 0     | 0     |
| 2004/05 | Willem II          | Eredivisie                     | 34    | 0     |
| 2005/06 | Willem II          | Eredivisie                     | 11    | 0     |
| 2006/07 | PSV                | Eredivisie                     | 2     | 0     |
| 2008/09 | Willem II          | Eredivisie                     | 0     | 0     |
| 2010    | Dayton Dutch Lions | USL Premier Development League | 15    | 0     |
| 2010/11 | Sparta Rotterdam   | Eerste divisie                 | 8     | 0     |
| Totaal  | Totaal             |                                | 394   | 0     |

## Interlands
Nederland
Moens keepte twee interlands voor het Nederlands elftal. Op 13 oktober 1998 maakte hij zijn debuut voor Oranje, in een oefenduel tegen Ghana in het GelreDome. Hij werd in de rust ingewisseld voor Edwin van der Sar. De uitslag was 0-0. Zijn tweede interland speelde hij in een oefenwedstrijd tegen Denemarken op 10 november 2001. Hij keepte de gehele wedstrijd. De uitslag was 1-1 en de doelpuntenmaker namens Oranje was Jerrel Hasselbaink. Moens incasseerde vanaf de strafschopstip een treffer van de Deen Martin Jørgensen. Hij werd in zijn Willem II-periode nog enkele keren opgeroepen door Marco van Basten, maar zou niet meer aan spelen toekomen.